# Julian Sark
Julian Sark, jucat de David Anders, lucra pentru Irina Derevko, apoi la Covenant în serialul Alias.

## Biografie
Nu se știu multe despre trecutul lui Sark. Și-a petrecut cea mai mare perioadă a tinereții în Anglia. Este moștenitorul unei mari averi, fiind descendent al dinastiei Romanov.
Sark a apărut inițial în sezonul 1, operând ca agent pentru o organizație criminală, condusă de "The Man" (care s-a dovedit a fi Irina Derevko). SD-6 află despre o întâlnire dintre organizație și K-Directorate pentru a discuta despre împărțirea tehnnologiei lui Rambaldi. Sydney Bristow și Marcus Dixon trebuiau să spioneze întâlnirea. Sark oferă să transfere 100 de milioane de dolari organizației K-Directorate în contul din Insulele Cayman. În schimb, Sark cere manuscriptul lui Rambaldi (inclusiv pagina 47). Oferta era respinsă iar Sark îl asasinează pe Ilyich Ivankov, liderul K-Directorate. Noul lider K-Directorate, Lavro Kessar, acceptă oferta. Sydney, care spiona de afară întâlnirea, este detectată, încep niște focuri de armă, iar Sark fuge. Sark este văzut apoi în Tunisia încercând să fure manuscriptul lui Rambaldi, dar Sydney ajunge la el prima.
Sark călătorește la Denpasar să cumpere o a doua fiolă cu lichidul lui Rambaldi pentru a citi un document creat tot de Rambaldi. Desigur Sark nu știa că fiola era parte dintr-o înscenare pusă la care de Sydney și Michael Vaughn. Cumpărarea este întreruptă de Dixon și de alți agenți SD-6. Sark fuge cu fiola, dar Vaughn îl capturează și o recuperează. Când Vaughn îl abandonează pe Sark pentru a o salva pe Sydney, Sark este capturat de SD-6.
În timp ce Sark se afla în custodia SD-6 acesta acceptă să conducă SD-6 la Khasinau în clubul de noapte din Paris pentru a recupera un document al lui Rambaldi. Sydney și Dixon trebuiau să ia ei documentul și să-l înlocuiască cu un fals. Sydney este însărcinată de Vaughn să schimbe documentul pe care trebuia să-l dea la SD-6 cu un fals, dar nu poate pentru că îl vede pe Will Tippin, care a fost adus la Paris pentru a vorbi cu cineva despre "Circumferință". Dixon recuperează documentul, iar Sydney îl salvează pe Will cu ajutorul lui Jack și se întoarce cu el la Los Angeles.
Sark evadează din club, dar Arvin Sloane i-a implantat mai devreme lui Sark un izotop radio-activ pentru a-l urmări prin satelit. Dar Sark devine conștient de aceasta și își face o tranfuzie de sânge în Geneva. În timp ce SD-6 ajunge în Olanda, Sark se întoarce la Los Angeles și îl răpește pe Will Tippin din adăpostul CIA. Pentru a asigura recuperarea lui Will, Jack fură de la CIA fiola, iar Sydney un document de la SD-6. Jack și Sydney expun pagina și realizează că este "Circumferința", instrucțiuni despre cum se folosește dispozitivul lui Mueller (Mueller device). Jack călătorește la Taipei și face schimbul, iar Sark diapare.
În sezonul 2 Sark preia controlul asupra bunurilor Irinei Derevko, care s-a predat la CIA și se aliază mai târziu cu SD-6, spunăndu-i lui Sydney locația sever-ului 47, unde erau destule informații pentru a distruge Alianța celor Doisprezece. După căderea SD-6, Sark continuă să lucreze cu Sloane. Sark ii răpește pe soția și fiul matematicianului Neil Caplan pentru a-l obliga pe acesta să asembleze artefactele lui Rambaldi. Sark coordonează și omorârea și înlocuirea prietenei lui Sydney, Francie Calfo cu Allison Doren, care a fost transformată prin Proiectul Helix în dublura lui Francie. La sfârșitul sezonului 2, Sark este arestat de către CIA.
Sezonul 3 îl prezintă pe Sark ca un finanțator principal al 
Legământului. În timpul celor doi ani când Sydney era sub acoperire ca Julia Thorne, Legământul a trimis-o pe Sydney să-l asasineze pe Andrian Lazarey. Lazarey era tatăl lui Sark, al cărui moarte aparentă face ca Sark să primească moștenire 800 milioane de dolari în aur. Aceste fonduri sunt primite de Legământ în schimbul eliberării lui Sark din arestul CIA-ului.
Sark execută misiuni pentru Legământ, câteodată cu ajutorul lui Lauren Reed, un agent dublu, care face parte din NSC și care este căsătorită cu Vaughn. Sark participă la o misiune cu Allison Doren. Odată cu distrugerea Proiectului Helix, Doren rămâne prizonieră în corpul lui Francie; Sark pretinde că o iubește, spunând că nu îi pasă. Doren este omorâtă de Tippin pe parcursul acelei misiuni.
Sark și Reed devin amanți, ajungând astfel să conspire la asasinarea liderilor celor șase celule ale Legământului, pentru a prelua controlul asupra organizației. Ei reușesc să-i omoare pe lideri și sunt felicitați de McKenas Cole, care a devenit al doilea cel mai important om în conducerea Legământului. Acesta îi numește liderii celulei Nord-Americane. Ei se aliază cu Arvin Sloane pentru a obține ecuația lui Rambaldi, pe care Nadia Santos, "Pasagerul" o deține, dar nu reușesc. Reed pornește într-o misiune deghizată în Sydney pentru a obține ecuația de la CIA și bombardează cartierul general al CIA în timp ce Sark o monitorizează. Lauren reușește să evadeze, dar Sark este arestat.
În sezonul 4, în timpul celei de a doua arestări de către CIA, Sark este eliberat sub supravegherea lui Sydney și a lui Vaughn, pentru a-i ajuta să o găsească pe Anna Espinosa. Sark este de acord să îi ajute, dar cere să vadă dovada că Lauren (femeia pe care acesta pretinde că a iubit-o, cu excepția lui Allison) este cu adevărat moartă. După ce i-a văzut cadavrul dintr-o criptă secretă a CIA, Sark își dă seama că Vaughn a fost cel ce a omorât-o. Pe parcursul misiunii, Espinosa îl ajută pe Sark să scape de Sydney și Vaughn, iar cei doi colaborează, pentru o scurtă perioadă, pentru a vinde bomba chimică. Apoi Sark Sark o abandonează pe Anna, lăsând-o la mila lui Sydney, iar apoi dispare pentru restul sezonului.
Sezonul 5 episodul "Bob" marchează întoarcerea lui Sark în serial. După moartea liderului Legământului, Elena Derevko și după căderea acestei organizații, Sark a lucrat pe cont propriu; de această dată lucrează pentru un om de afaceri sudanez, care dorea să obțină arme de distrugere în masă. Noua recrută APO, Rachel Gibson și ea au o relație de scurtă durată, în timp ce așteptau pentru o transmisie, pe care nici unul dintre ei nu știa că celălat dorește să o intercepteze. După ce Gibson îi descoperă adevărata lui identitate și raportează acest lucru la APO, Sark este angajat de agenție pentru a-i ajutaa să recupereze o armă, deși până la urmă refuză să fie plătit după ce Gibson îi salvează viața, 
În episodul "I See Dead People", Sloane îi trimie lui Sark un mesaj secret, probabil pentru a-l face să lucreze cu Anna Espinosa (de fapt, cu Sydney care, după moartea Annei, se dădea drept acesta). Sark aranjează ca amândoi să fie arestați și duși într-o închisoare de maximă securitate din Italia, pentru a primi o amuletă de la un bătrân, cunoscut sub numele de "The Rose" ("Trandafirul").
Mai târziu, Sark se alătură ecipei formate din Sloane și Kelly Peyton, pentru a obține "The Horizon", ultimul obiect al lui Rambaldi de care Sloane are nevoie pentru a-și atinge scopul, de la Irina în schimbul a două rachete nucleare. După ce a plantat o bombă pentru a distruge sediul APO (bombă care l-a omorât pe Thomas Grace), Sark îl însoțește pe Sloane în Mongolia pentru a excava mormântul lui Milo Rambaldi. Acolo devine implicat într-o luptă cu Vaughn, Jack Bristow și alți agenți ai lui Sloane. Într-un schimb de împușcături din mormântul lui Rambaldi, Sark recuperează "The Horizon" și i-l oferă Irinei în Hong Kong. Din ordinele Irinei, Sark pregătește de lansare cele două rachete nucleare către Washington D.C. și Londra, dar este capturat și împușcat de Vaughn. Îl spune lui Vaughn codurile pentru a opri lansarea, iar Vaughn pare să îl lase pe Sark să plece. 
Câțiva ani mai târziu, Marcus Dixon vine la Sydney și la Vaughn pentru a le cere ajutorul pentru o nouă misiune. Este dezvăluit faptul că Sark a continuat să întreprindă numeroase fapte ilegale, de aceea Dixon are nevoie de ajutor pentru a fi oprit. Sydney îl mustră în glumă pe Vaughn pentru că el a fost cel care l-a lăsat pe Sark să fugă.